# Communauté de communes Rumilly Terre de Savoie
Die Communauté de communes Rumilly Terre de Savoie ist ein französischer Gemeindeverband mit Rechtsform einer Communauté de communes im Département Haute-Savoie, dessen Verwaltungssitz sich in dem Ort Rumilly befindet. Er umfasst einen Großteil des Albanais am Südwestrand des Départements und besteht aus 17 Gemeinden des ehemaligen Kantons Rumilly. Der Ende 1999 gegründete Gemeindeverband zählt 33.198 Einwohner (Stand 2022) auf einer Fläche von 170,81 km², sein Präsident ist Pierre Blanc.

## Aufgaben
Zu den vorgeschriebenen Kompetenzen gehören die Entwicklung und Förderung wirtschaftlicher Aktivitäten und des Tourismus sowie die Raumplanung auf Basis eines Schéma de Cohérence Territoriale. Der Gemeindeverband bestimmt die Wohnungsbaupolitik und betreibt die Wasserversorgung, die Abwasserentsorgung, die Müllabfuhr und ‑entsorgung sowie den Schulbus- und öffentlichen Nahverkehr. Zusätzlich fördert der Verband Sportveranstaltungen.

## Historische Entwicklung
Der ursprünglich als Communauté de communes du Canton de Rumilly gegründete Verband änderte mit Wirkung vom 1. Januar 2018 seinen Namen auf die aktuelle Bezeichnung.
Mit Wirkung vom 1. Januar 2019 gingen die ehemaligen Gemeinden Vallières und Val-de-Fier in die Commune nouvelle Vallières-sur-Fier auf. Dadurch verringerte sich die Anzahl der Mitgliedsgemeinden auf 17.

## Mitgliedsgemeinden
Folgende 17 Gemeinden gehören der Communauté de communes Rumilly Terre de Savoie an:
| Gemeinde                                       | Einwohner 1. Januar 2022 | Fläche km² | Dichte Einw./km² | Code INSEE | Postleitzahl |
| ---------------------------------------------- | ------------------------ | ---------- | ---------------- | ---------- | ------------ |
| Bloye                                          | 565                      | 4,40       | 128              | 74035      | 74150        |
| Boussy                                         | 511                      | 5,23       | 98               | 74046      | 74150        |
| Crempigny-Bonneguête                           | 325                      | 5,82       | 56               | 74095      | 74150        |
| Étercy                                         | 976                      | 4,55       | 215              | 74117      | 74150        |
| Hauteville-sur-Fier                            | 1.074                    | 4,90       | 219              | 74141      | 74150        |
| Lornay                                         | 585                      | 9,65       | 61               | 74151      | 74150        |
| Marcellaz-Albanais                             | 1.985                    | 14,54      | 137              | 74161      | 74150        |
| Marigny-Saint-Marcel                           | 701                      | 7,35       | 95               | 74165      | 74150        |
| Massingy                                       | 858                      | 12,34      | 70               | 74170      | 74150        |
| Moye                                           | 963                      | 23,80      | 40               | 74192      | 74150        |
| Rumilly                                        | 16.082                   | 16,89      | 952              | 74225      | 74150        |
| Saint-Eusèbe                                   | 643                      | 6,88       | 93               | 74231      | 74150        |
| Sales                                          | 2.267                    | 9,21       | 246              | 74255      | 74150        |
| Thusy                                          | 1.166                    | 10,74      | 109              | 74283      | 74150        |
| Vallières-sur-Fier                             | 2.739                    | 19,14      | 143              | 74289      | 74150        |
| Vaulx                                          | 1.080                    | 11,19      | 97               | 74292      | 74150        |
| Versonnex                                      | 678                      | 4,18       | 162              | 74297      | 74150        |
| Communauté de communes Rumilly Terre de Savoie | 33.198                   | 170,81     | 194              | –          | –            |